# Giuseppe Gasparo Mezzofanti
Giuseppe Gasparo Mezzofanti (19. rujna 1774. – 15. ožujka 1849.) bio je talijanski kardinal te čuveni jezikoslovac i hiperpoliglot. Rođen i školovan u Bologni, završio je teološke studije prije nego što je došao do minimalne dobi potrebne za zaređenje svećenika; zaređen je 1797. godine. Iste godine postao je profesor arapskog jezika na bolonjskom sveučilištu. Kasnije je izgubio taj položaj jer je odbio položiti prisegu na vjernost koju je zahtijevala Cisalpinska Republika, koja je onda upravljala Bolognom.

## Karijera
1803. godine dobio je mjesto pomoćnog knjižničara u Institutu Bologne, a uskoro je ponovo postavljen za profesora, i to orijentalnih jezika i grčkog. Katedru je ukinuo 1808. potkralj, ali ju je 1814. vratio papa Pio VII. Mezzofanti je ostao na tom položaju do 1831. kad je otišao u Rim kao član Kongregacije za evangelizaciju naroda, koja je bila glavno Crkvino tijelo za misionarske aktivnosti. 1833. godine naslijedio je Angela Maija na poziciji nadstojnika Vatikanske knjižnice, a 1838. postao je kardinal i direktor studija u okviru Kongregacije. Zainteresiran je bio i za:  etnologiju, arheologiju, numizmatiku i astronomiju.

## Popis jezika koje je govorio
Mezzofanti je bio poznat po tome što je bio hiperpoliglot koji je tečno govorio 38 jezika.  Također, studija Charlesa Williama Russela pokazuje da su mnogi dijalekti bili toliko različiti da su se mogli smatrati odvojenim jezicima. Klasificiranje jezika i dijalekata prema današnjem jezičnom sustavu, nakon više od 150 godina, bilo bi posebna studija. Na kraju Russelove studije nalazi se sljedeći popis jezika koje je govorio Mezzofanti: 
"Često testirani jezici, govoreni s rijetkom izvanrednošću:
1. biblijski hebrejski
2. rabinski hebrejski
3. arapski
4. kaldejski
5. koptski
6. staroarmenski
7. novoarmenski
8. perzijski
9. turski
10. albanski
11. malteški
12. starogrčki
13. novogrčki
14. latinski
15. talijanski
16. španjolski
17. portugalski
18. francuski
19. njemački
20. švedski
21. danski
22. nizozemski
23. engleski
24. hrvatski
25. ruski
26. poljski
27. češki
28. mađarski
29. kineski."

"Navedeno da ih je tečno govorio, ali nije dovoljno testirano: 
30. sirski (dijalekt srednjoaramejskog)

31.  ge'ez (danas se koristi samo u nekim crkvama u Etiopiji i Eritreji)

32. amharski

33. hindustanski

34. gudžaratski (vjerojatno dijalekt u toj indijskoj regiji)

35. baskijski

36. vlaški (smatra se dijalektom rumunjskog)

37. kalifornijski (nije jezik, već obitelj od 52 jezika)

38. algonkvinski."

(Napomena: Neki od jezika s navedenog popisa danas su ili izumrli ili se drugačije zovu. Stoga su nazivi nekih jezika prilagođeni današnjem stanju. Što se tiče talijanskog, kao Mezzofantijevog materinskog jezika, vjerojatno se podrazumijeva da je znao sve njegove dijalekte; onda talijanski jezik još nije bio jezik u današnjem smislu te riječi, iako se odavno govorilo i pisalo na njemu.)